# Blat escairat
El blat escairat és un menjar típic del Berguedà. Consisteix en grans sencers de blat escairats, és a dir dels quals se n'ha tret la pellofa. L'escairat se sol realitzar en uns molins especials anomenats escairadors.
Tot i que el cultiu del blat és molt generalitzat a Catalunya, se sol consumir molt –com a farina o sèmola– mentre que els plats amb grans sense moldre es preparen preferiblement amb l'arròs des de l'arribada d'aquest gra de la mà dels sarraïns. Només s'ha conservat el consum de blat escairat a la Catalunya interior, on el cultiu de l'arròs és impossible i les comunicacions han dificultat tradicionalment el comerç. Amb la introducció del blat de moro a Catalunya, va ser substituït en part pel blat de moro escairat, de major rendiment.
Ara, amb la revaloració de plats tradicionals, es consumeix per gust.